# 新常磐交通

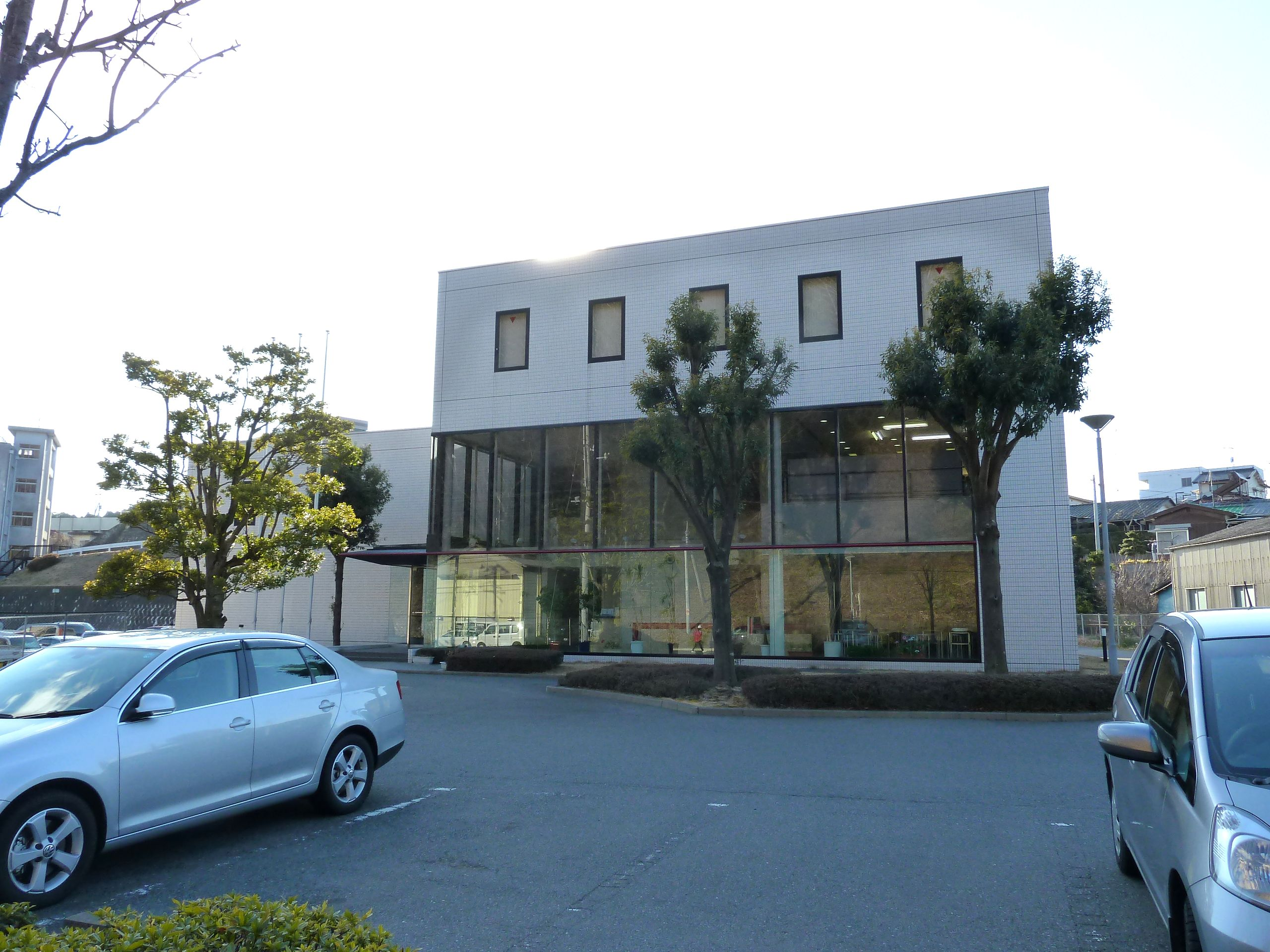
新常磐交通本社

新常磐交通株式会社（しんじょうばんこうつう）は福島県浜通りに路線を展開しているバス会社である。

## 概要
常磐交通自動車は路線バス・観光バス・運輸などの事業を行っていたが、多額の債務を抱えて経営状態が著しく悪化したため、経営改善策として新旧分離方式による会社再建を行うこととなり、2006年2月1日に子会社の常交中小型自動車へ営業譲渡を行い、同社名を「新常磐交通」に変更した。また同時に創業家が経営から退き、東京都のタクシー会社グリーンキャブから出資を受けて同社の100%子会社となっている。
営業譲渡後の路線バス事業は従来の本数を維持した。営業譲渡に伴い、既存の常磐交通自動車は浜通り旅客運送に社名変更して人材派遣業並びに不動産賃貸業へ業態転換し、従業員は浜通り旅客運送が採用した上で同社からの出向を受け入れる形をとっていた。なお、浜通り旅客運送は2016年7月21日に特別清算手続開始決定を受け、従業員は新常磐交通が直接採用するようになっている。

## 歴史
- 1983年（昭和58年）9月 - 常交中小型自動車を設立。
- 2006年（平成18年）
  - 1月12日 - 常磐交通自動車から子会社の「常交中小型自動車」への事業譲渡を国土交通省東北運輸局から認可される。
  - 2月1日 - 常磐交通自動車の事業を「常交中小型自動車」へ営業譲渡。同時に新常磐交通へ社名変更。営業譲渡後の常磐交通自動車は「浜通り旅客運送」に社名変更して債務処理に専念。
  - 4月 - 福島交通から南相馬市原町区内の一部路線を移管される。
  - 12月15日 - 高速バス「小名浜 - 東京」線の運行開始（JRバス関東、東武バスセントラルと共同運行）。
- 2010年（平成22年）3月25日 - 一般路線バスのダイヤ改正。この改正時より、ダイヤが平日（月曜 - 金曜）と土曜・日祝の2本立てとなる。
- 2011年（平成23年）3月11日 - 東日本大震災により路線の多くが被災。また営業エリアに福島第一原子力発電所とその周辺の地域が含まれており、同地震に伴い発生した福島第一原子力発電所事故により、警戒区域・緊急時避難準備区域・計画的避難区域に指定された地域内の一般路線の全面運休、高速バス路線の区域内の部分運休、風評被害による貸切バスの多数のキャンセルなど、大きな打撃を受ける[5]。
- 2014年（平成26年）2月7日 - 一般路線バスの新型運賃箱導入開始。従来は整理券投入口と運賃投入口が別々だったが、新型運賃箱導入に伴い運賃・回数券・整理券を一つの投入口で同時に処理できるようになり、千円札での運賃支払いが可能になる。
- 2016年（平成28年）2月 - 浜通り旅客運送が運営していた人材派遣業と不動産賃貸業務を譲受。それぞれ常交キャリアサービス・不動産事業部として同社の事業部となる。
- 2019年（平成31年/令和元年）
  - 3月8日 - 郡山駅 - 富岡間を結ぶ高速バスを実証運行開始（福島交通と共同運行）[6]。
  - 11月22日 - この日をもって、郡山駅 - 富岡間の高速バス実証運行を終了[7][8]。
- 2020年（令和2年）
  - 4月1日 - いわき - 鹿島 - 小名浜線の一部ダイヤにおいて、燃料電池バス「SORA」の運行を開始[9][10]。
- 2023年（令和5年）
  - 11月6日 - JR東日本・JRバス関東と共同で2024年春を目処に地域連携ICカードを導入することを発表[11]。
- 2024年（令和6年）
  - 1月15日 - 2024年春サービス開始予定の地域連携ICカードの名称およびデザインを決定したことを発表[12]。
  - 4月1日 - 深刻な乗務員不足や働き方改革の実施に伴い、土休日は4路線を除いて全便運休、平日も運行本数の大幅減回・最終便の繰り上げを行うダイヤ改正を実施[13]。
  - 5月18日 - 地域連携ICカードである「LOCOCA」（ロコカ）を導入[14][15]。
  - 11月1日 - 4月のダイヤ改正の大幅減回に伴って利用客から改善要望が多数寄せられたため、これに対応するダイヤ改正を実施[16]。

## 車両
現在、国産4メーカーの車両が配属されているが、いすゞと日野が車両数のほとんどを占めている。かつては観光車「スワン号」にネオプランやUDトラックス（旧:日産ディーゼル）のダブルデッカーが配属されていたが、維持にコストがかかることや、老朽化のため路線車より早く廃車された。
一般路線バスは自社発注車両も多いが、2000年代中盤のグリーンキャブ傘下入り以降の一般路線車は大型車・中型車とも移籍車が主力となっている。小田急バスからの移籍車が中心でノンステップバスも移籍してきているが、東京都交通局や東急バスからの中型ロング車の移籍も目立っている（東武バスの移籍車も存在したが廃車となった）。また2015年からは自社発注の日野・ポンチョと日野・レインボーも導入している。なお、常磐交通当時の自社発注車はごく一部の車両を除いて新塗装への塗り替えを行わず、常磐交通時代のカラーリングの社名部分に小さく「新」を書き加えて対処している。
北営業所管内では東京電力の特定輸送用としての使用を考慮して貸切兼用車を数多く配置していた（デザインは旧貸切色と同じ）。
2019年度中に水素で走る燃料電池バスを導入することが報道され、翌2020年4月1日から営業運転を開始した。

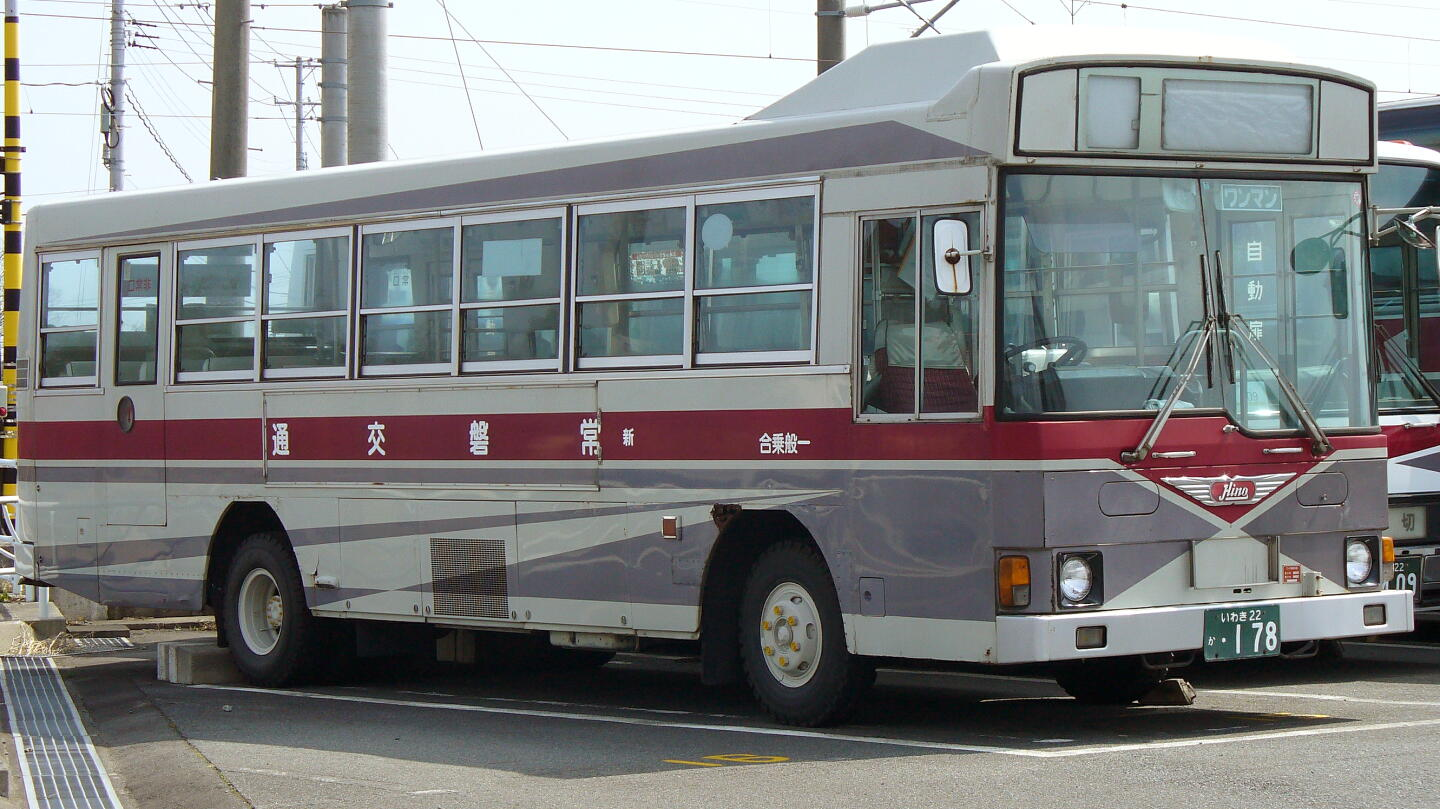
中型路線車 日野・レインボーRJ（廃車済）
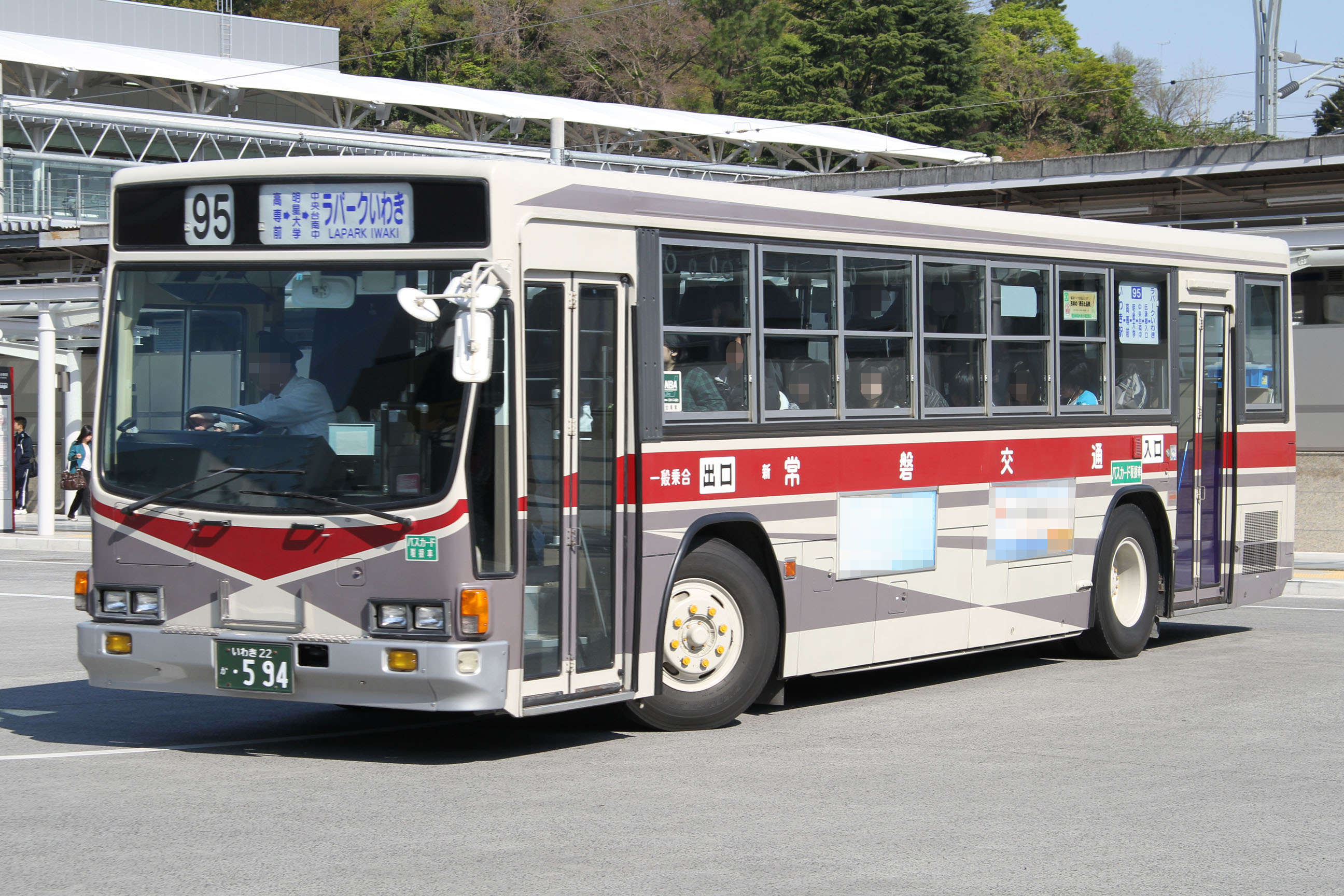
大型路線車 いすゞ・キュービック（同車は新塗装に塗り替え済）
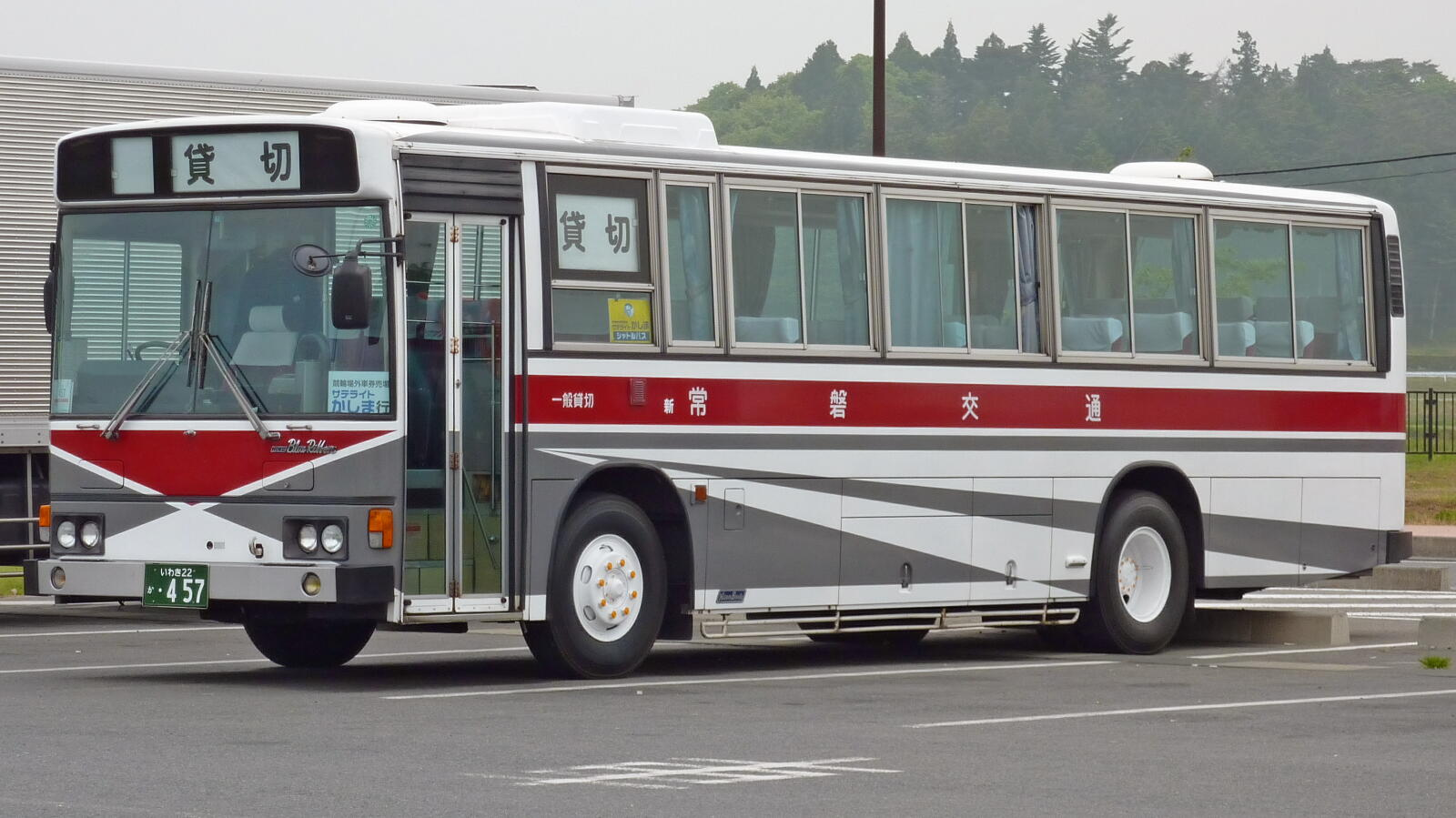
北営業所所属の貸切兼用車 日野・ブルーリボン（現在動向不明）
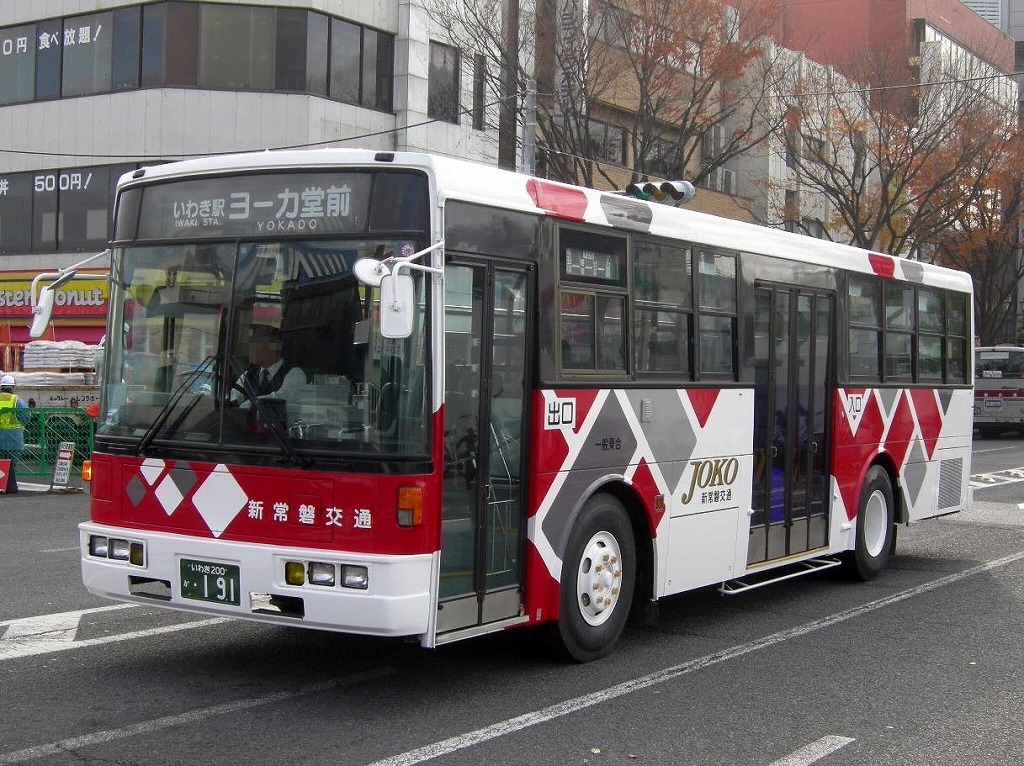
路線車 新塗装車両（小田急バスからの移籍）

## 営業所・窓口

### いわき中央営業所管内（いわき市）
- いわき中央営業所
  - 湯本車庫
  - 小名浜車庫
  - 上遠野（かとおの）車庫
  - 上三坂車庫
  - 上荒川待機所
  - 鎌田待機所
  - 泉待機所

以下の案内所は、回数券・定期券・高速バス乗車券などの販売窓口業務のみ。
- いわき駅前案内所
- 小名浜案内所
- いわき好間案内所（2024年11月1日より営業休止）
- 植田駅前案内所
- 湯本駅前案内所

### 北営業所管内（相双地区）
富岡車庫を除き閉鎖中である。
- 北営業所 
  - 富岡車庫
  - 原町車庫

### その他地域
- 郡山案内所（福島県郡山市富田町）
- 仙台案内所（宮城県岩沼市）
- 福岡案内所（福岡県福岡市博多区）
- 東京事務所（東京都台東区）
- 大阪事務所（大阪府大阪市淀川区）

## 高速バス路線

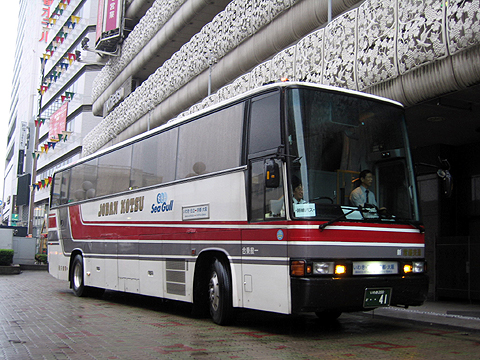
シーガル号

- いわき号：常磐富岡IC・ラパークいわき・いわき駅・小名浜 - 東京駅（JRバス関東・東武バスセントラルと共同運行）
  - バスタ新宿発着の新宿いわき号は運行支援のみ
- 小名浜・いわき駅 - 仙台駅東口
- 小名浜・いわき駅 - 福島駅東口・福島競馬場（福島交通と共同運行）
- 小名浜・いわき駅 - 郡山駅 - 会津若松駅・鶴ヶ城（福島交通、会津乗合自動車と共同運行）
- 湯本駅・いわき駅 - 福島空港（中小型事業部の運行）
  - 2017年（平成29年）10月1日から運行休止[19]
- いわき・日立 - 東京ディズニーランド・東京ディズニーシー（茨城交通・京成トランジットバスと共同運行）
- シーガル号：いわき・日立 - 京都・大阪（近鉄バスと共同運行）
  - 2020年2月1日より運行休止（1月31日出発便が最終運行）[20]。東日本大震災発生以前は浪江起点で運行していた。
- いわき市内 - 郡山運転免許センター・なりた温泉（新常磐交通単独での運行[21]）

## 一般路線バス
新常磐交通いわき中央営業所と新常磐交通北営業所を参照。

## 乗車券
- 一般路線では現金（硬貨か千円札）・バスカード・回数乗車券（回数券）・ 定期券による乗車運賃支払いができる。回数乗車券に関しては特定日（毎月1日・11日・21日）のみ市内線で使用できる「バス・鉄道利用促進デー専用回数券」も設定されている。また、65歳以上の利用者向けの「ゴールドパス」、学生向けの「スチューデントパス」が発行されている。いずれも公式サイト（路線バスのご利用案内・ゴールドパス・スチューデントパスのご案内）を参照。
- 高速バスについては公式サイト 高速バスのご利用案内・売場窓口 を参照。